# Баудх (округ)
Баудх (англ. Boudh), также — Бауда, Боудх — округ в индийском штате Орисса. Образован 2 января 1994 года. Административный центр — город Баудх. Площадь округа — 3098 км². По данным всеиндийской переписи 2001 года население округа составляло 373 372 человека. Уровень грамотности взрослого населения составлял 57,7 %, что ниже среднеиндийского уровня (59,5 %). Доля городского населения составляла 4,8 %.